# Reggiseno

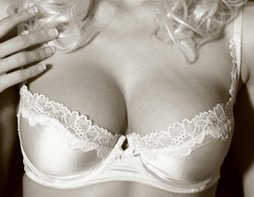
Un reggiseno indossato

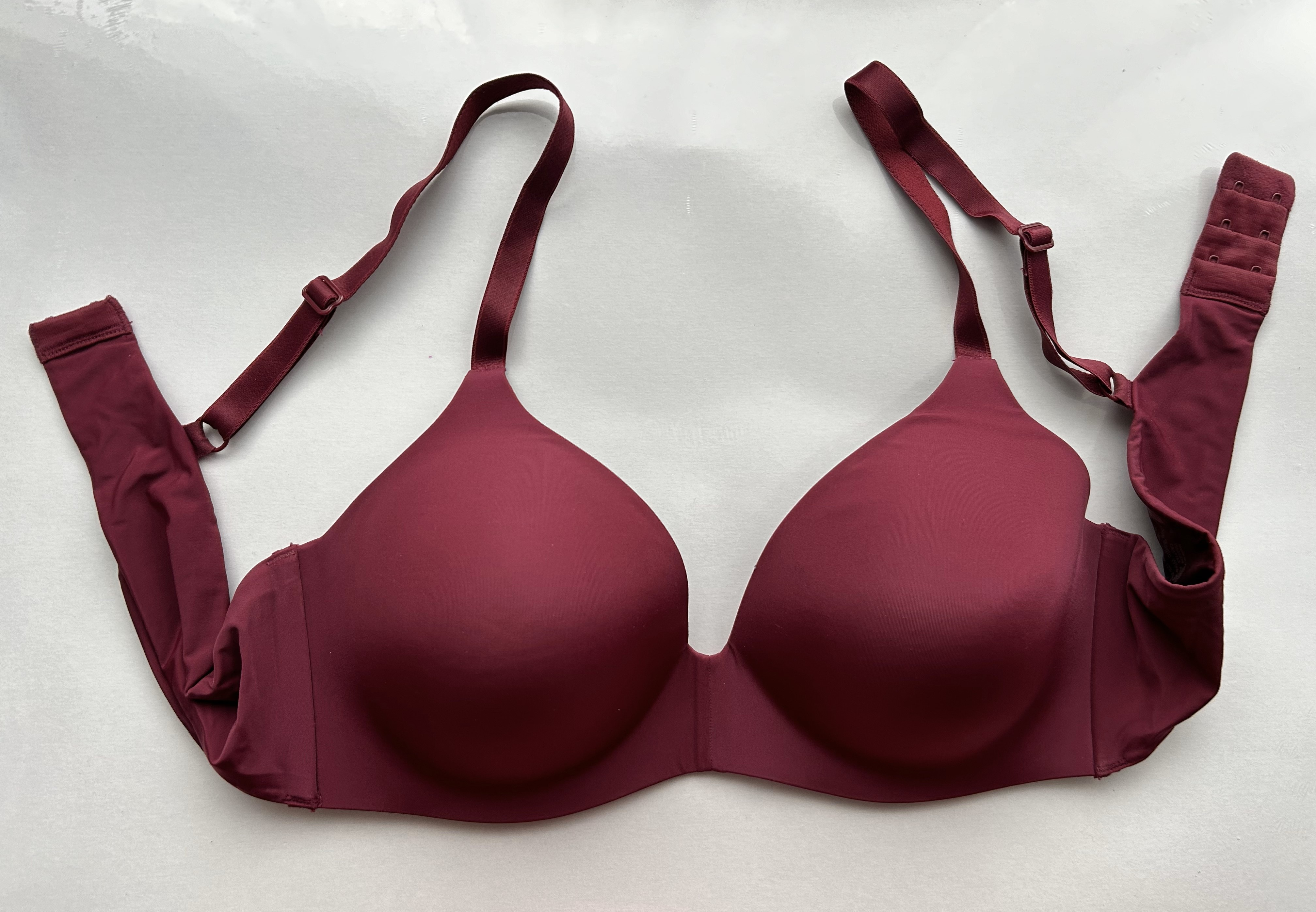
Reggiseno a coppa moderna, rosso vino

Il reggiseno o reggipetto è un elemento di biancheria intima che copre e sostiene il seno.
In tempi più moderni ha assunto una dimensione propria di elemento di complemento dell'aspetto e dello stile, e perciò ha acquisito un ruolo anche nella moda.

## Storia
Gli antichi romani apparentemente non apprezzavano la vista dei seni femminili troppo grandi quindi le signore adottavano una serie di accorgimenti atti a ridurre il seno:
- il mammillare era una fascia di cuoio che serviva per appiattire e contenere la crescita,
- lo strophium sosteneva senza comprimere, mentre, per seni più abbondanti, si ricorreva al cestus, un corpetto di cuoio morbido, o addirittura ad una specie di corsetto, che dall'inguine arrivava alla base del petto (il mito narra che fu Venere ad inventarlo e a consigliarlo a Giunone, notoriamente prosperosa, al cui nome si deve l'aggettivo giunonico).

Il primo esempio documentato di reggiseno, nella sua concezione odierna, è stato ritrovato nel 2008 nel castello di Lengberg, in Tirolo, e risale alla metà del XV secolo.
Il primo reggiseno moderno viene brevettato negli Stati Uniti d'America da Caresse Crosby, nel 1914.
Nel tempo il reggiseno si è evoluto fino a diventare un elemento di eleganza, design e moda.
Viene immesso nel mercato nipponico la prima versione di reggiseno maschile nel 2008.

## Misura e coppa
I sistemi di misura per i reggiseni sono diversi nei vari paesi.
Tutti i sistemi di misura si basano su due misure:
- la "circonferenza del torace", presa sotto il seno
- la "circonferenza del seno", cioè la circonferenza toracica al livello dei seni, effettuata quando la persona è in posizione eretta, respira normalmente, e ha le braccia lungo il corpo.

In quasi ogni paese, la misura del reggiseno viene indicata da un valore numerico che dipende dalla circonferenza del torace, e da una lettera che indica la dimensione del seno.

### Valore numerico
Nel Regno Unito e negli USA il valore numerico, espresso in pollici, è ottenuto aggiungendo 5 pollici (equivalenti a 12,5 cm) alla circonferenza del torace.
In Francia e in Spagna, il valore numerico è espresso in centimetri, ed è ottenuto aggiungendo 15 cm alla circonferenza del torace.
In Italia il valore numerico è dato da numeri ordinali, ed è il numero ottenuto dalla formula: circonferenza del torace meno 60 cm, fratto 5, arrotondato al numero intero più vicino.
Secondo lo standard europeo EN 13402, entrato in vigore nel 2007, il valore numerico delle misure dei reggiseni venduti in tutta Europa, deve essere la circonferenza del torace approssimata al multiplo di 5 cm più vicino.
La seguente tabella sintetizza le varie convenzioni
| Europa           | 65 cm | 70 cm | 75 cm | 80 cm | 85 cm | 90 cm | 95 cm | 100 cm |
| UK & USA         | 30    | 32    | 34    | 36    | 38    | 40    | 42    | 44     |
| Francia e Spagna | 80    | 85    | 90    | 95    | 100   | 105   | 110   | 115    |
| Italia           | I     | II    | III   | IV    | V     | VI    | VII   | VIII   |

### Coppa
La dimensione della "coppa", identificata da una lettera, si riferisce al volume del seno che l'indumento deve contenere e sostenere e si ottiene con la seguente formula:
"circonferenza del seno" − ("circonferenza del torace" + 12,5 cm).
Il motivo dell'aggiunta della misura di 12,5 cm (ossia 5 pollici nel sistema anglosassone) è facilmente intuibile: indipendentemente dalla misura del seno, la circonferenza toracica, misurata sotto il seno, sarà comunque inferiore alla misura presa più in alto, proprio per la naturale conformazione a "V" del torace stesso.
La lettera associata alla coppa è pressoché uniforme in tutti i paesi. Quindi se le due misure sono uguali la coppa è "AA". Se differiscono per 2,5 cm (1 pollice) la coppa è "A", per 5 cm (2 pollici) è "B", per 7,5 cm (3 pollici) è "C", per 10 cm (4 pollici) è "D", se 12.5 cm (5 pollici) è una "DD" e così via. Generalmente la gamma disponibile di reggiseni comprende le coppe A-B-C-D-E, ma può arrivare anche alla coppa KK-L per modelli particolari destinati a donne con seni particolarmente grandi che necessitano di un "contenimento".
Tuttavia, dato che ogni produttore di reggiseni ha un design proprietario e particolare, una generalizzazione commerciale delle misure non risulta agevole. La serie risulta essere grossomodo la seguente (le "coppe" riportate si riferiscono alle misure dell'UK, che differiscono da quelle degli USA):
| 0 cm | 2,5 cm | 5 cm | 7,5 cm | 10 cm | 12,5 cm | 15 cm | 17,5 cm | 20 cm | 22,5 cm | 25 cm | 27,5 cm | 30 cm | 32,5 cm | 35 cm | 37,5 cm |
| AA   | A      | B    | C      | D     | DD      | E     | F       | FF    | G       | H     | HH      | J     | JJ      | K     | KK      |

Ad esempio, una donna che ha una circonferenza del torace di 76 centimetri e una circonferenza di seno 98 risulta avere una misura di reggiseno pari ad una III/34 D, infatti {\displaystyle 98-(76+12,5)=98-88,5=9,5} cm (4 pollici circa).
Ad esempio, una donna che ha una circonferenza del torace di 80 centimetri e una circonferenza di seno 98 risulta avere una misura di reggiseno pari ad una IV/36 B, infatti {\displaystyle 98-(80+12,5)=98-92,5=5,5} cm (2,2 pollici circa).

### Altri sistemi di misura
Nei paesi non anglosassoni è ancora molto in uso un sistema di taglie più semplice, basato su soli numeri, che vanno generalmente dalla 1ª taglia sino alla 10ª; tale sistema può avere un'unica misura di coppa per taglia, corrispondente alla "coppa B", oppure prevedere la differenziazione della coppa (in questo caso le lettere seguono lo stesso criterio del sistema anglosassone, dal quale sono state ereditate).
Da ciò deriva che un sistema molto pratico, anche se approssimativo, per il calcolo della taglia sul mercato italiano è il seguente:
- le misure con "coppa B" corrispondono ad un seno medio, rappresentante la "normalità" per quella misura (ad esempio una terza B corrisponde esattamente alla misura che viene normalmente fornita come terza, sia per quanto riguarda la fascia sottoseno, sia per quanto riguarda la coppa);
- le misure caratterizzate da "coppa A" (seno scarso) corrispondono ad una misura di reggiseno che per quanto riguarda il sottoseno è identica alla B, mentre la coppa coincide con quella della misura inferiore (ad esempio una "terza coppa A", per quanto riguarda la fascia sottoseno, corrisponde esattamente alla misura che viene normalmente fornita come terza, mentre la coppa è grande come quella della "seconda misura coppa B");
- le misure con "coppa C" (seno forte) corrispondono ad una misura di reggiseno che per quanto riguarda il sottoseno è identica alla B, mentre la coppa coincide con quella della misura superiore (ad esempio una "terza coppa C" corrisponde esattamente alla misura che viene normalmente fornita come terza, per quanto riguarda la fascia sottoseno, mentre la coppa è grande come quella della "quarta misura coppa B");
- via via, la "coppa D" coincide con la "coppa B" di due misure superiori etc.

## Struttura
La parte fondamentale di un reggiseno è costituita dalle cosiddette "coppe", cioè due manufatti di tessuto (e/o altri materiali) di forma approssimativamente triangolare o a mezzaluna, modellati in modo da essere convesse; esse sono destinate a ricoprire e sostenere i seni. L'effetto di convessità può essere reso attraverso cuciture oppure una particolare lavorazione del tessuto detta "preformatura".
Le coppe possono contenere inferiormente un ferretto ricurvo di rinforzo che serve a conferire all'indumento una maggiore rigidità e a migliorare le caratteristiche di sostegno e di modellazione dei seni; questo componente, però, rende l'indumento più scomodo da indossare.
Le coppe possono inoltre essere imbottite con materiale sintetico espanso (tipo neoprene o gommapiuma) oppure con più strati di tessuto di grosso spessore.
Le coppe sono unite tra di loro in corrispondenza di uno degli angoli; talvolta si sovrappongono per una piccola porzione, formando un incrocio che viene detto "effetto Criss Cross" dal nome del primo prodotto (commercializzato dalla Playtex) in cui è stata utilizzata questa particolare lavorazione, al fine di migliorare la capacità del reggipetto di alzare e separare i seni.
In quasi tutti i reggipetti le coppe vengono sostenute verticalmente e trattenute in posizione dalle "spalline", cioè da bretelle più o meno sottili che passano sopra le spalle; generalmente le spalline sono elasticizzate e regolabili nella lunghezza. Orizzontalmente, invece, le coppe sono congiunte e trattenute da una fascia orizzontale anch'essa elasticizzata, collegata ai due lati esterni delle coppe. Tale fascia cinge il busto passando orizzontalmente sulla schiena; ad essa si congiungono a loro volta, nella parte posteriore, le spalline.
Quasi sempre la fascia orizzontale di sostegno è apribile al centro della schiena per consentire all'indumento di essere indossato agevolmente; i due segmenti risultanti della banda sono detti "code del reggiseno". In corrispondenza dell'apertura le due code vengono allacciate con uno, due, tre o, talvolta, più gancetti di metallo su corrispondenti serie di occhielli, che sono posizionati a distanze diverse (di solito da due a quattro posizioni), permettendo di regolare così la misura del "sottoseno".
Il reggiseno è tipicamente prodotto con un tessuto elasticizzato, che può essere di cotone, seta, fibra sintetica, ma contiene una percentuale significativa di fibre come l'elastam che conferiscono elasticità al tessuto, migliorando la vestibilità dell'indumento e le sue potenzialità di contenimento e modellazione.

## Modelli e varianti

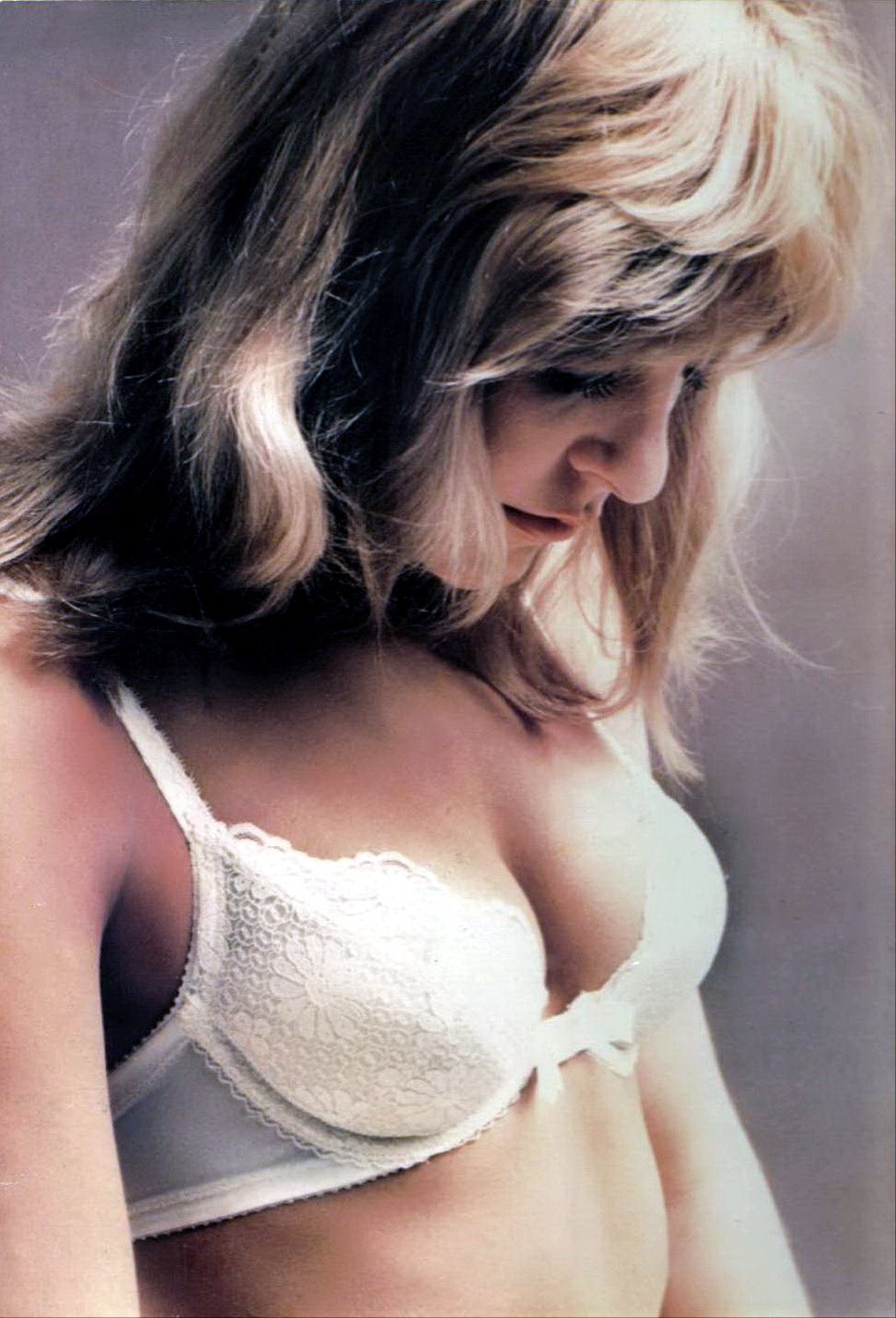
Un reggiseno in un'immagine degli anni settanta

A seconda della forma delle coppe si definisce il modello del reggiseno. Innanzitutto vanno distinti i reggiseni "a triangolo" da quelli "a balconcino".
I reggiseni "a triangolo" hanno le coppe di forma, appunto, triangolare e coprono gran parte del seno; sono generalmente piuttosto confortevoli e possono essere destinati ad uso sportivo o contenitivo.
I reggiseni "a balconcino" sono chiamati così perché, grazie ad una forma delle coppe a mezzaluna e al punto di attacco anteriore delle spalline molto laterale, espongono e lasciano scoperta gran parte della metà superiore dei seni. Meno confortevoli del modello a triangolo, di solito sono destinati ad una funzione di valorizzazione estetica delle forme, oltre ad essere considerati generalmente più provocanti.
In alcuni reggiseni (piuttosto raramente) l'allacciatura si trova sul davanti, tra le coppe, al fine di facilitare l'allacciatura. Infine, in alcuni particolarissimi modelli di reggipetto (destinati per lo più ad essere indossati con abiti da sera che lasciano la schiena scoperta) le code effettuano un doppio giro, incrociandosi dietro la schiena e girando verso il basso, si allacciano nella parte anteriore, circa all'altezza dell'ombelico. L'allacciatura in alcuni casi può essere realizzata, invece che con gancetti, con una fibbia a scatto in plastica, da alcune donne ritenuta più pratica, ma che non consente differenti regolazioni.
Alcuni reggiseni, di solito del tipo a balconcino, non hanno spalline, oppure le stesse sono amovibili e riposizionabili al fine di non essere visibili sotto abiti con scollature particolari (es. possono passare parallelamente sulle spalle, essere incrociate davanti o dietro oppure consistere in una sola bretellina che gira dietro al collo e congiunge così le due coppe ma non le stesse con le bande posteriori). In questi modelli di reggipetto normalmente le code hanno, all'interno, una o più strisce di materiale siliconico che, sfruttando l'attrito sulla pelle, impediscono al reggiseno di scendere lungo il torace sotto il peso delle mammelle; in questo caso normalmente sui fianchi sono anche inserite due corte stecche (una per lato), al fine di mantenere l'altezza delle code anche sotto l'effetto della trazione una volta che esse siano allacciate.
Tutti i reggipetti a balconcino e parte di quelli a triangolo contengono, nel bordo inferiore delle coppe, il ferretto (vedi paragrafo precedente). Entrambi i modelli possono avere coppe con un solo strato di tessuto (dette anche semplici o "morbide") oppure imbottite.
La funzione più classica del reggiseno, quella di sostenere e "contenere" le mammelle è particolarmente enfatizzata nei modelli per seni "forti", detti "reggiseni contenitivi" o "minimiser"; essi hanno generalmente una forma a triangolo e, attraverso una particolare costruzione delle cuciture e l'uso di tessuti robusti ed elasticizzati comprimono i seni (generalmente spostando parte del volume degli stessi sul fianco del tronco) e ne limitano altresì l'oscillazione verticale e orizzontale durante il movimento (ad es. mentre la donna cammina), rendendoli così meno visibili. Un seno molto "forte", in questo modo, diviene meno evidente, facilitando la scelta e la portabilità degli abiti e risultando meno imbarazzante per le donne che, loro malgrado, devono convivere con forme molto generose; un buon reggiseno contenitivo, in gran parte dei casi, è ancora oggi una valida alternativa a interventi chirurgici (sempre traumatici, dolorosi, oltre che costosi) di "mastoplastica riduttiva".
La funzione contenitiva è particolarmente efficace nei modelli detti "a bustino", che coprono e contengono il tronco della donna fino alla vita o addirittura sotto la stessa, svolgendo di fatto una funzione cui di solito sono deputati altri indumenti, come guaine, busti e modellatori. I reggiseni a bustino sono quasi sempre caratterizzati da una lunga allacciatura sulla parte posteriore o su quella anteriore, con dieci o più gancetti ed eventualmente una cerniera lampo di rinforzo; possono essere predisposti per essere agganciati, attraverso delle asole, ad una guaina indossata contemporaneamente.
Ma il reggiseno può essere anche destinato a correggere quelle situazioni in cui il seno è reputato essere troppo piccolo. Infatti, alcuni reggiseni contengono imbottiture, progettate per aumentare il comfort e fornire una silhouette più liscia e continua, ma soprattutto per far apparire più grande il seno. Normalmente queste imbottiture sono delle piccole semilune di materiale espanso (neoprene), gel di silicone o olio che, posizionate sotto il lato inferiore della coppa la riempiono spingendo la mammella verso l'alto.
In particolare i cosiddetti push up, sono progettati per migliorare il décolleté; essi, grazie a una particolare costruzione delle cuciture delle coppe e a un'imbottitura relativamente modesta, realizzano un effetto di spinta verso l'alto delle mammelle che le fa apparire decisamente più voluminose. D'altra parte, secondo alcuni, con questo tipo di reggiseno, il seno perde molta della sua naturalezza e del suo fascino.
Esistono anche imbottiture rimovibili per il seno (dette anche "pesciolini") che, indossate all'interno del reggiseno servono anch'esse ad aumentare ulteriormente il volume dei seni; ovviamente questo richiede che il reggiseno sia di almeno una taglia maggiore rispetto a quella corretta.
I cosiddetti "reggiseni sportivi" garantiscono un migliore sostegno al seno proteggendolo e impedendone movimenti eccessivi e strappi durante le attività sportive, in particolare nella corsa; questo tipo di reggipetto risulta particolarmente necessario per le atlete che, avendo un seno particolarmente generoso, sono maggiormente soggette a questo tipo di traumi. Una variante ulteriore usata dalle atlete per gli sport di contatto è il cosiddetto paraseno.
Il cosiddetto "reggiseno sottoseno" o "reggiseno carioca" è un reggiseno a balconcino in cui le coppe sono talmente ridotte da lasciare quasi totalmente scoperti i seni, compresi i capezzoli e le areole; essi hanno principalmente una funzione "decorativa" e sono destinati a essere usati come indumenti sexy.
Il reggiseno ad acqua è un reggiseno la cui coppa è imbottita con l'acqua, come un normale push up. Può essere imbottito anche con olio o con altri materiali come il silicone. Quindi, per far apparire il seno più grande, il reggiseno viene imbottito con piccole semilune di olio, acqua o silicone che, posizionate sotto il lato inferiore della coppa la riempiono spingendo la mammella verso l'alto.
Esistono anche reggiseni appositamente ideati per donne in periodo di allattamento. Questi possono essere dotati di coppette assorbilatte, per evitare che i vestiti si bagnino; oppure possono avere la parte anteriore sollevabile in modo da poter allattare il neonato evitando di togliere il reggiseno.
Infine occorre dire che il reggiseno può essere integrato in un altro indumento (corsetto, body, guêpière, sottoveste, babydoll, abito).

## Vestibilità
È importante che il reggiseno calzi correttamente, sia per ragioni estetiche che per comodità.
Specialmente per le donne con un seno "generoso", reggiseni che offrono insufficiente sostegno possono causare mal di schiena. È stimato da risultati di indagini nel Regno Unito che quasi il 70% delle donne britanniche porta reggiseni che non sono della loro taglia o mal regolati, forse per una mancanza di comprensione delle modalità di regolazione, così come dalla difficoltà nell'ottenere reggiseni della propria taglia (ad esempio quando questa sia di una coppa poco comune come la D, la E, la F).
Un equivoco comune è che le spalline debbano reggere il peso dei seni; al contrario, dovrebbe essere la banda attorno alla schiena a fornire la maggior parte del sostegno; questa banda dovrebbe avvolgere fermamente il busto, pur rimanendo confortevole, ed essere abbastanza alta per scaricare il peso attraverso l'attrito su una superficie di pelle maggiore.
Alcune regole pratiche per capire se la misura indossata è corretta sono le seguenti:
1. La banda che corre dietro la schiena deve essere orizzontale e non deve salire verso l'alto (soprattutto in corrispondenza dell'attacco delle spalline); se ciò accade probabilmente il reggiseno è di una misura troppo grande e sarà bene sostituirlo con uno di taglia inferiore, eventualmente alzando di una lettera la coppa (es. da 36B, o quarta coppa B, a 34C, o terza coppa C).
2. I ferretti sulla parte frontale devono rimanere aderenti al busto e non si devono conficcare, abradere la pelle oppure spuntare inclinati verso la parte anteriore dello sterno; se ciò accade il reggiseno forse è troppo stretto, o è di scarsa qualità, o ancora la sua forma non è adatta a quella del seno che deve sorreggere.
3. I seni devono essere completamente avvolti dalle coppe e ci deve essere una linea liscia, senza pliche, dove il tessuto del bordo superiore della coppa finisce; se ciò non accade, probabilmente il reggiseno è di una coppa troppo grande (ad esempio invece della 32, o seconda, coppa B la donna dovrà indossare una 32, o seconda, coppa A), oppure, specialmente se allo stesso tempo si nota quanto descritto alla lettera A, è di una misura troppo grande (ad esempio invece della 34, o terza, coppa B la donna dovrà indossare una 32, o seconda, coppa B).
4. La coppa non deve in alcun modo "tagliare" il volume del seno anche se si tratta di un reggiseno tipo a balconcino oppure una qualsiasi forma a taglio basso; se invece il reggiseno stringe al centro della coppa, determinando una piega, fastidiosa e visibile sotto gli abiti, probabilmente il reggiseno è di una coppa troppo piccola (ad esempio invece della 34, o terza, coppa B la donna dovrà indossare una 34, o terza, coppa C), oppure, specialmente se allo stesso tempo si nota quanto descritto alla lettera B, è di una misura troppo piccola (ad esempio invece della 34, o terza, coppa B la donna dovrà indossare una 36, o quarta, coppa B)
5. Il corretto adattamento del reggiseno al seno dipende comunque da altri fattori, che includono in particolare il produttore (alcune marche, infatti, hanno misure più comode, altre più strette), ed il naturale cambiamento nelle dimensioni del seno, dal momento che le dimensioni fluttuano con il peso corporeo e dallo stadio del ciclo mestruale.

## Vari problemi legati all'uso del reggiseno
L'utilizzo del reggiseno può, secondo alcuni studi, portare a vari problemi di salute nella donna che lo indossa: in particolare, il professor Jean-Denis Rouillon, specialista di medicina sportiva del Centre Hospitalier Universitaire di Besançon, nel 2013 sostenne durante un'intervista alla radio che l'uso costante e prolungato del reggiseno potrebbe portare ad un impigrimento dei muscoli pettorali. La teoria basata su dei risultati preliminari della sua ricerca (ad oggi non ancora pubblicata) sostiene che le adolescenti, se non fanno uso di reggipetto, registrano un rialzo del seno grazie a muscoli più allenati; fenomeno, secondo la teoria, legato alla giovane età e destinato a stabilizzarsi in età più matura.
Altri ricercatori hanno inoltre correlato l'insorgere di mal di schiena, mal di testa e rigidità del collo all'uso di reggiseni di taglie troppo piccole.